# Tuono nella valle
Tuono nella valle è un film del 1947, diretto da Louis King.

## Trama
Tra i monti della Scozia vive Adam MacAdam, anziano pastore che, da quando è rimasto vedovo, si è dato all'alcool ed è detestato da tutti per il cattivo carattere. Anche il figlio David, contrariato dal comportamento del padre e stanco delle sue vessazioni, lo ha abbandonato e si è rifugiato a casa di Jim Moore, ricco proprietario di greggi, la cui moglie è stata per lui una seconda madre. L'unica compagnia che il vecchio sopporta è quella del suo cane, che ha vinto già due volte il primo premio nella gara annuale tra i cani da pastore. Anche il cane però è mal visto dalle persone del luogo, che gli attribuiscono l'uccisione di alcune pecore trovate sgozzate al mattino.

Arriva il giorno del nuovo concorso fra cani da pastore: questa volta vince il cane dei Moore, guidato da David. Adam si reca da Jim per consegnargli la coppa che lui aveva vinto l'anno precedente e viene a sapere che suo figlio vuole sposare Maggie, la figlia di Jim, e che essi desiderano accoglierlo in casa per prendersene cura. La sera, il cane di Adam è sorpreso a sgozzare una pecora e lo stesso Adam è costretto ad abbatterlo.